# Gluckenstein

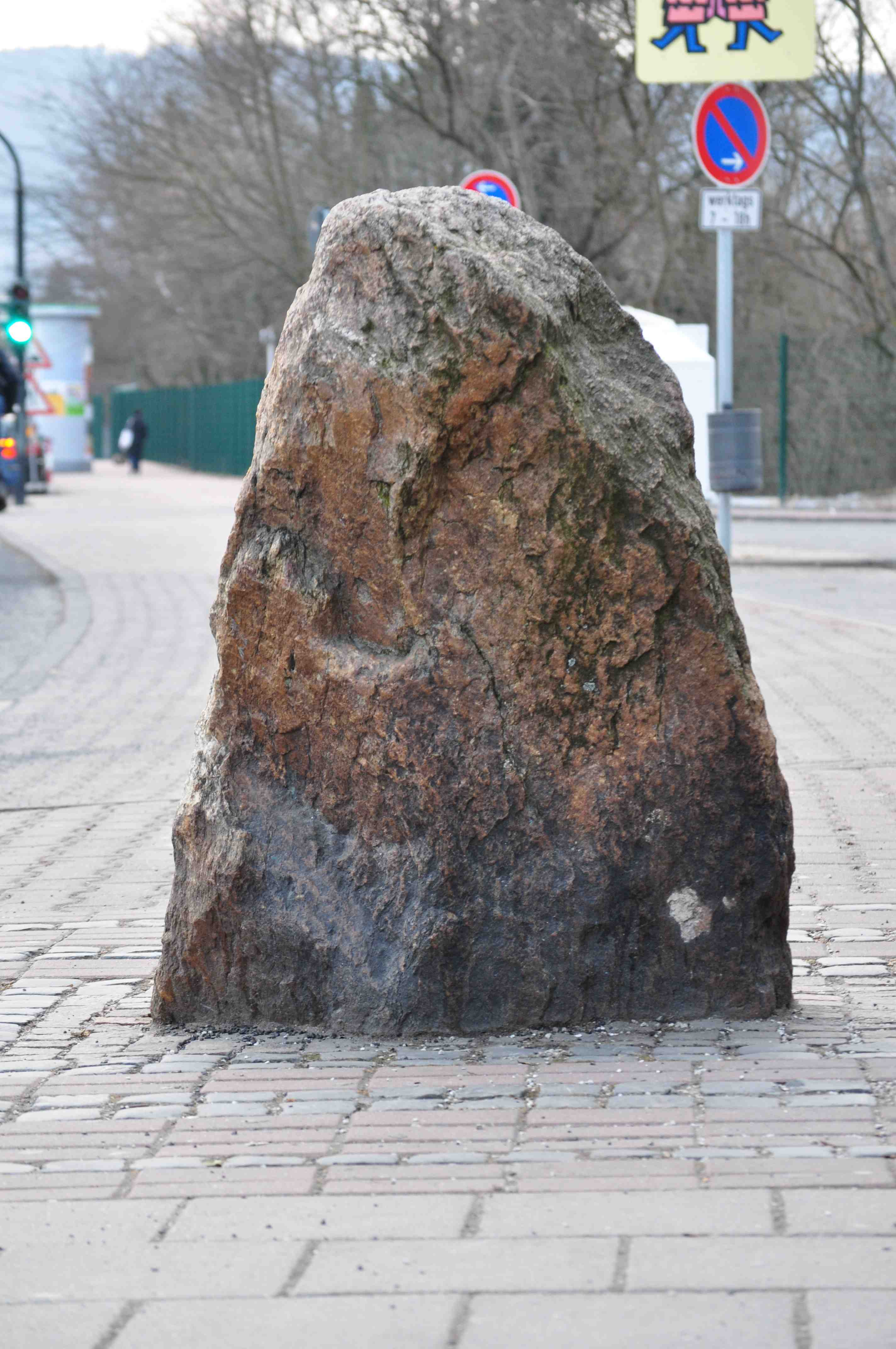
Gluckenstein

Der Gluckenstein ist ein Kulturdenkmal, ehemaliger Grenzstein zwischen Homburg und Kirdorf und eventuell ein prähistorischer Menhir in Bad Homburg vor der Höhe. Er ist Namensgeber der Gesamtschule am Gluckenstein und des Gluckensteinweges in Bad Homburg.

## Beschreibung
Der Stein mit einem Gewicht von etwa zwölf Zentnern befand sich Anfang des 20. Jahrhunderts noch auf dem freien Feld und ragte zwei Meter in die Höhe. Eine erste urkundliche Erwähnung als Grenzstein zwischen Kirdorf und Homburg stammt aus dem Jahr 1536. Im Laufe des 20. Jahrhunderts wuchsen Bad Homburg und Kirdorf immer weiter aufeinander zu und verschmolzen letztlich. Durch Aufschüttungen im Rahmen der jeweiligen Baumaßnahmen wurde der Stein immer weiter zugeschüttet und ragte 1954 nur noch 1,45 Meter und 1965 nur noch 1,15 Meter hoch aus der Erde. Heute liegt der Stein inmitten der Bebauung.
Ob es sich tatsächlich um einen prähistorischen Menhir handelt, ist unklar. Im Gebiet des Vordertaunus gibt es Funde der Megalithkultur. Der Form nach könnte es sich um einen Menhir handeln. Spuren einer Bearbeitung finden sich jedoch nicht. Ebenso ist aber auch denkbar, dass es sich um einen Findling handelt.
2002 wurde eine Tafel angebracht, die folgende Information enthält:

„Gluckenstein – über 2 Meter hoher unbehauener Quarzitblock. Bereits 1536 urkundlich erwähnt, stand der Gluckenstein als Grenzstein am ,Hubweg‘ (jetzt Gluckensteinweg) zwischen den Gemarkungen Kirdorf und Homburg“

## Name
Der Name Gluckenstein kann auf den Begriff Hinkelstein (für Menhir) zurückgeführt werden. Sprachlich liegt die Nähe zu einem Hünenstein nahe. Durch leichte Lautverschiebung wird aus dem Hünen ein Huhn oder ein Eier ausbrütendes oder ein Küken führendes Huhn, eine Glucke. Der Heimatforscher Ernst Georg Steinmetz verweist bezüglich des Namens auf den in der Nähe liegenden Glockenacker, dessen Ertrag zur Besoldung des Kirdorfer Glöckners verwendet wurde.